# Грудуск (гмина)
Грудуск (пол. Grudusk) — сельская гмина (волость) в Польше, входит как административная единица в Цеханувский повет, Мазовецкое воеводство. Население — 3927 человек (на 2004 год).

## Демография
| Перепись                       | Всего   | Всего | Женщины | Женщины | Мужчины | Мужчины |
| ------------------------------ | ------- | ----- | ------- | ------- | ------- | ------- |
| Единицы                        | человек | %     | человек | %       | человек | %       |
| Население                      | 3927    | 100   | 1956    | 49,8    | 1971    | 50,2    |
| Плотность населения (чел./км²) | 40,6    | 40,6  | 20,2    | 20,2    | 20,4    | 20,4    |

## Сельские округа
1. Божухово-Дадбоги
2. Грудуск
3. Хуменцино
4. Хуменцино-Андрыхы
5. Хуменцино-Коски
6. Колаки-Вельке
7. Леснево-Дольне
8. Леснево-Гурне
9. Лысаково
10. Межаново
11. Небожин
12. Пшивильч
13. Пщулки-Гурне
14. Пужице-Розворы
15. Пужице-Трояны
16. Ромбеж-Грудуски
17. Соколово
18. Сокульник
19. Стшельня
20. Стрыево-Вельке
21. Виксин
22. Виснево
23. Жарново
24. Закшево-Вельке

## Поселения
1. Дембово
2. Грудуск-Бжозово
3. Грудуск-Ольшак
4. Хуменцино-Кляры
5. Хуменцино-Ретки
6. Колаки-Мале
7. Межаново-Колёня
8. Полянка
9. Пщулки-Чубаки
10. Пщулки-Шершене
11. Закшево-Мале

## Соседние гмины
1. Гмина Чернице-Борове
2. Гмина Дзежгово
3. Гмина Регимин
4. Гмина Ступск
5. Гмина Шидлово